# Dimar López
Dimar López (23 agosto 1986) è un pallavolista portoricano, opposto dei Mets de Guaynabo.

## Carriera

### Club
La carriera di Dimar López inizia nei tornei scolastici portoricani, giocando prima col Colegio Calasanz e poi con la Bayamón MA.
In seguito inizia la carriera da professionistica nella Liga de Voleibol Superior Masculino, debuttando nella stagione 2005 coi Vaqueros de Bayamón, venendo insignito del premio di miglior esordiente del torneo, restando legato alla franchigia anche nella stagione seguente, dopo la quale, in seguito alla fusione coi Plataneros de Corozal, approda a questi ultimi per il campionato 2007. Nel campionato seguente viene ingaggiato dai Patriotas de Lares, raggiungendo le finali scudetto e venendo premiato come rising star del torneo.
Nella stagione 2009-10 gioca per la prima volta all'estero, ingaggiato in Portogallo dal Fonte do Bastardo, in Primeira Divisão; tuttavia lascia il club dopo qualche partita, trasferendosi a Cipro per il resto dell'annata, dove difende i colori del Paralimni in A' katīgoria, senza però riuscire a evitare la retrocessione del club.
Rientra a Porto Rico nel campionato 2010, tornando a giocare coi Patriotas de Lares, dove resta anche nel campionato seguente, raggiungendo ancora una volta le finali, prima di trasferirsi nella stagione 2012-13 ai Capitanes de Arecibo, coi quali si aggiudica il suo primo scudetto. Nella stagione seguente approda ai Gigantes de Carolina, militandovi per due annate.
Nel campionato 2015 firma coi Mets de Guaynabo, franchigia con la quale vince due scudetti consecutivi. Dopo una annata di inattività, torna in campo nella Liga de Voleibol Superior Masculino 2019 con i Caribes de San Sebastián, che lascia nel corso dell'annata, trasferendosi ai Mulos de Juncos, ricevendo il premio di miglior ritorno in campo del campionato. Dopo la cancellazione del campionato portoricano nel 2020, è nuovamente in campo nell'annata 2021, questa volta con gli Indios de Mayagüez, mentre per l'edizione seguente torna in forza ai Gigantes de Carolina.
Per la Liga de Voleibol Superior Masculino 2023 torna a indossare la casacca dei Mets de Guaynabo.

### Nazionale
Fa parte della nazionale portoricana under 19, vincendo la medaglia d'oro al campionato nordamericano 2002 e partecipando al campionato mondiale 2003.

## Palmarès

### Club
- Campionato portoricano: 3

2012-13, 2015, 2016-17

### Nazionale (competizioni minori)
- Campionato nordamericano under 19 2002

### Premi individuali
- 2005 - Liga de Voleibol Superior Masculino: Miglior esordiente
- 2008 - Liga de Voleibol Superior Masculino: Rising star
- 2019 - Liga de Voleibol Superior Masculino: Miglior ritorno